# Список лідерів кінопрокату України 2025
Список лідерів кінопрокату України 2025 року містить анотоване перерахування фільмів, які займали перше місце в Україні за підсумками зборів кожного з тижнів 2025 року з сумою понад $1,000,000. Список заснований на остаточних сумах, зароблених фільмами з продажу квитків у кінотеатрах. Прибуток від відеопрокату, показу телебаченням тощо не враховується. Суми вказуються у доларах США і не враховують інфляцію. Суми касових зборів наведені за даними сайту Box Office Mojo.
Колір фону       вказує фільми, що нині демонструються у кінотеатрах
| # | Назва фільму                       | Країна | Збори в Україні, $ |
| - | ---------------------------------- | ------ | ------------------ |
| 1 | Як приборкати дракона              | США    | 1 785 204          |
| 2 | Світ Юрського періоду: Відродження | США    | 1 276 250          |